# سماعة مائية

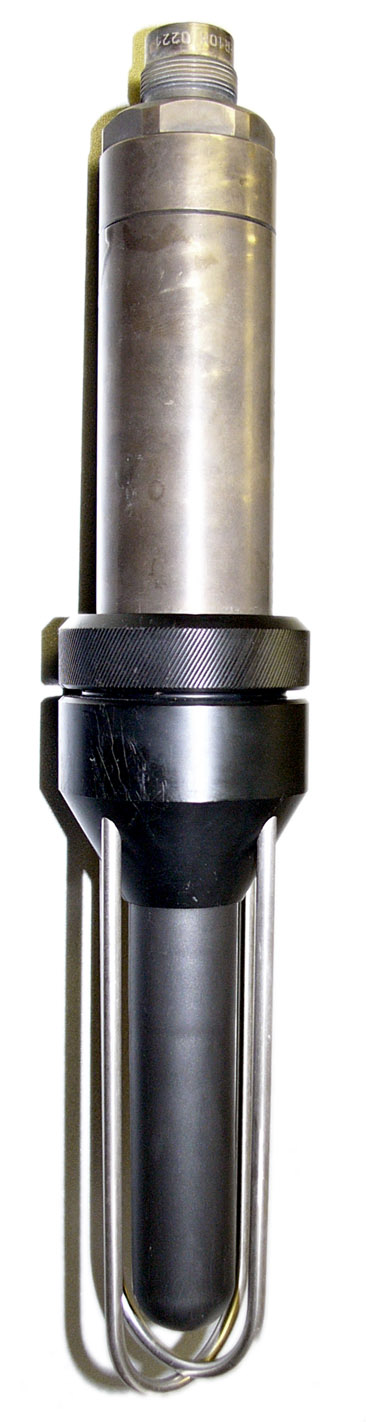
هيدروفون.

السماعة المائية  أو المسماع المائي أو (المايكرفون المائي Underwater Microphones) أو (الهيدرفون Hydrophone) هو مِصْدَح صمم ليستخدم تحت الماء للتسجيل أو الاستماع إلى الصوت تحت الماء. وتستند معظم الهدروفون على محول كهربى الذي يولد الكهرباء عند التعرض للضغط. هذه المواد الكهرضغطيه أو محولات الطاقة يمكنها تحويل الصوت إلى موجات كهربية بما أن الصوت ماده ضاغطة. يمكن لبعض المحولات ان تستخدم كجهاز عرض ولكن ليس كل الاجهزة يمكن استخدامها لهذا الغرض فربما الاستخدام لهذا الغرض سوف يتسبب في تدميرها. من الممكن لأي هيدرفون ان يستمع إلى الصوت في الهواء ولكن سوف يكون اقل حساسيه نظرا لتصميمه ووجود مقاومة جيدة في الماء. والماء أكثر كثافة من الهواء. وبالمثل، إذا ما تم دفن هيدرفون في الأرض، أو وضعه في اناء مقاوم للماء، سوف يعطي اداء سيئ لوجود مقاومة صوتية سيئة مع الكثافة العالية.